# 山崎千惠子
山﨑 千恵子（やまさき ちえこ、本名：宇野 千恵子、1964年8月14日 - ）は、大阪府出身の女優。特技はタップダンス・日本舞踊・南京玉すだれ。劇団山﨑千惠子一座主宰。

## 出演

### テレビドラマ
- はぐれ刑事純情派 第16シリーズ第5話（2003年、テレビ朝日）
- ドラマ新銀河（NHK）
  - 素敵に女ざかり ルームメイツ（1996年） - 潮田淳子 役
- 危険な関係（2005年、東海テレビ）
- いのちの現場から - 柴田智子 役
- 水戸黄門（2009年、TBS）
- 大河ドラマ（NHK）
  - 利家とまつ〜加賀百万石物語〜（2002年） - おふく 役
  - 武蔵 MUSASHI（2003年）
  - 八重の桜（2013年）
  - 花燃ゆ（2015年）　- トメ 役
- 連続テレビ小説（NHK）
  - てるてる家族（2003年） - 白石滝子 役
  - 風のハルカ（2005年）
  - ウェルかめ（2009年）
  - つばさ（2009年）
  - だんだん（2009年）
  - ゲゲゲの女房（2010年） - 鈴木
  - 梅ちゃん先生（2012年） - 看護師長
  - カーネーション（2012年）
  - ごちそうさん（2013年） - レギュラー　八百屋のタネ 役
  - とと姉ちゃん（2016年） - 大家
- 人が殺意を抱くとき（2004年、朝日放送）
- おみやさん
  - 第4シリーズ（2005年、テレビ朝日）
  - 第6シリーズ（2009年、テレビ朝日）
  - 第8シリーズ（2011年） - 原田光子 役
- 世直し順庵！人情剣（2005年、テレビ朝日）
- 金曜時代劇「秘太刀 馬の骨」（2005年、NHK）
- 太閤記（2006年、テレビ朝日）
- 木曜時代劇「次郎長背負い富士」（2006年、NHK）
- 銭湯の娘!?（2006年、TBS）
- 子ほめ（2007年、KTV）
- 女刑事 みずき２（2007年、テレビ朝日）
- 死ぬかと思ったシリーズ～四十九日～（2007年、NTV）
- 暖流（2007年、TBS） - 橋本順子 役
- ジャッジⅡ（2008年、NHK）
- 夢をかなえるゾウ（2008年、読売テレビ）
- 名司会者・寿鶴子 殺人スピーチ4（2008年） - 山崎彩子 役
- 三代のヨメ！（2008年、TBS）
- アイシテル～海容～（2009年、NTV）
- 再生の町（2009年、NHK）
- ゴーストフレンズ（2009年、NHK） - 永井拓海の母 役
- 天使のわけまえ（2010年、NHK）
- 遺品整理人 谷崎藍子（2010年、MBS）
- ８５３刑事 加茂伸之介（2010年、テレビ朝日）
- ブルドクター（2011年、日本テレビ）
- 下流の宴（2011年、NHK）
- 四十九日のレシピ（2011年、NHK） - 斎藤恵美 役
- デカワンコ（2011年、日本テレビ）
- 新春ワイド時代劇「忠臣蔵」（2012年、テレビ東京）
- 宮部みゆきミステリー パーフェクト・ブルー （2012年、TBS） - 藤堂典子 役
- 松本清張没後20年特別企画・疑惑（2012年、フジテレビ）
- BS時代劇「妻は、くノ一」（2013年、NHK） - おしか 役
- 赤かぶ刑事奮戦記 京都転勤篇（2013年、TBS）
- 松本清張ドラマスペシャル・死の発送（2014年、フジテレビ）
- 木曜時代劇「ぼんくら」（2014年、NHK） - 準レギュラー　お紺 役
- BS時代劇「妻は、くノ一～最終章～」（2014年、NHK） - レギュラー
- ビンタ!～弁護士事務員ミノワが愛で解決します～（2014年、日本テレビ）
- 土曜ワイド劇場 「温泉 (秘) 大作戦！15」（2015年、テレビ朝日） - 吉沢詩子 役
- 木曜時代劇「ぼんくら2」（2015年、NHK） - 準レギュラー　お紺 役
- 月曜ゴールデン（TBS）
  - 遺品整理人 谷崎藍子1（2010年） - 有本裕子 役
  - 赤かぶ検事奮戦記 京都転勤篇5（2015年） - 弥栄 役
- ｽﾍﾟｼｬﾙﾄﾞﾗﾏ「ぼくのいのち」（2016年、読売テレビ）
- 春の新作ミステリー「現ナマ弁護士～17歳の依頼人」(2017年、テレビ東京)
- BSプレミアム 火曜プレミアムよるドラマ「幕末グルメ ブシメシ！」(2017年、NHK)
- 帯ドラマ劇場「越路吹雪物語」(2018年、テレビ朝日)　- マダム 役
- ドラマスペシャル「指定弁護士」(2018年、テレビ朝日)
- BSプレミアム「学校へ行けなかった私が”あの花””ここさけ”を書くまで」(2018年、NHK)
- 大阪環状線～part4～　ひと駅ごとのスマイル～西九条～「おとうちゃんといっしょ」（2018年、KTV） - 母 役
- ハケン占い師アタル（2019年、テレビ朝日） - 目黒の家政婦
- テレビ朝日「やすらぎの刻　道」57話、58話　 (2019年、テレビ朝日)　- コメンテーター 役
- NHK４夜連続ドラマ「パラレル東京」(2019年、NHK）
- 純烈ものがたり（2020年、FOD） - 那須房江 役
- 逆転人生「過疎地の病院を救え 新米医師の奮闘」（2020年、NHK） - 看護師長 役
- 35歳の少女（2020年、日本テレビ）　- 店員 役
- 青のSP―学校内警察・嶋田隆平―（2021年） - 高瀬文江 役
- 「ひきこもり先生」第5話（2021年、NHK）
  - 「ひきこもり先生」シーズン２　後編（2022年、NHK）
- 恋と友情のあいだで（2022年、フジテレビTWOとひかりTV)　- 美月の母 役
- ポップup!ひるドラ！（フジテレビ）
  - ポップup!ひるドラ！「昼上がりのオンナたち」（2022年)
  - CXポップUP！「昼上がりのオンナたち～ワタシの選択～」 第4話（2022年）　- 女医 役
- 家庭教師のトラコ（2022年、日本テレビ)　- 園長先生 役
- テレビ東京 ドラマ25「全力で、愛していいかな？」 - 千帆(ヒロインの母) 役　（2023年）
- 相棒 season23（2024年） - 尾澤和歌子 役

### 舞台
- 山﨑千惠子一座
  - タッタカタッタッタ ～探偵チエちゃん～（1993年） - 探偵チエちゃん 役
  - ひぃ ふぅ みぃ （1994年） - ひふみ33才 役
  - 美しい人（1995年） - 裏方夫婦 妻 役
  - ザ・バースデー（1996年） - ⑧番 役
  - BAB BAB（1997年） - 磯川みどり 役
  - プレゼンテーション（1997年） - 前田初美 役
  - 一夜物語（1997年） - 浮世川菊代 役
  - 告白（1998年） - シスター・テレサ 役
  - こくごのせんせい（1999年） - 数学の先生 役
  - 真夏の聖夜（1999年） - ご主人様 役
  - 石松つぁん！ ～市島旅情～（2000年） - 唐笠のお辰 役
  - ラストチャンス（2000年） - 天使ドミンゴ 役
  - バルザック伯爵（2000年） - バルザック伯爵 役
  - 被告人（2002年） - 花村果穂 役
  - 極東花嫁（2002年） - マーガレット・リカード 役
  - 蟻群～与儀時雄篇～（2004年） - 遠山冴子 役
  - 蟻群～編纂室美女組篇～（2004年） - 遠山冴子 役
  - 山﨑千惠子一座2004プロジェクト「蟻群」（2004年） - 遠山冴子 役
  - ローラーレディ! （2005年） - お京婆さん 役
  - 2106 ＮＩＰＰＯＮ（2006年） - 一条香澄 役
  - 歌入姫（2007年） - 神無月弥生 役
  - アシュレイ・ドキュメント（2007年） - 阿修麗若華子 役
  - パンの耳（2008年） - 田藻橋春子 役
  - 女神の伝説（2009年）
  - 叫ぶ女・・・（2011年） - 女 役
  - ぼっちのこごと（2011年） - 〆野玉希 役
  - 天使の恋（2014年）
  - 幸せ・ごっこ　※声での出演　- 母 役（2015年）
  - 仮面 ～石動駒と不愉快な仲間たち～（2016年） - 石動 駒 役
  - 女優 ～玉石温の生き様と死に様～　in 大阪（2018年）　- 玉石 温・ドッペルゲンガー 役
  - 女優 ～玉石温の生き様と死に様～　in 東京下北沢（2023年）　- 玉石 温・ドッペルゲンガー 役
- 山﨑千惠子一座以外の主な出演舞台
  - 「Code -その声は塀の中-」作・演出 きたむらけんじ（2015年）
  - 新歌舞伎座７月公演「だいこん役者」[2]　竹園 元演出 （2016年）
  - 「しゃばけ弐～空のビードロ・畳紙～」 原作：畠中恵「しゃばけ」シリーズ（新潮社刊） 脚本：神楽澤小虎 演出：浅井さやか（2017年）　- お染 役
  - 新橋演舞場七月名作喜劇公演「紺屋と高尾」　 作：川口松太郎 演出：大場正昭　 （2017年） - 番頭新造 鈴音 役

### CM
- ヒガシマル・京風割烹白だし

### ラジオ
- NHK FMシアター
  - 「いぬ」（2005年）
  - 「暑中休み」（2006年）
  - 「天使の赤紙」（2007年）
  - 「四頭の羊」（2008年）
  - 「僕らはみんな」（2008年）
  - 「ルカをよろしく」（2009年）
  - 「花の独身」（2010年）
  - 「東京Voice」（2011年）
  - 「PTA広報委員長の渡辺です」（2011年）
  - 「ごまめの歯軋り」（2011年）
  - 「はじまりの旅」（2012年）
  - 「井戸に吠える」（2013年）
  - 「ハードボイルド・ボギー」（2013年）
  - 「妻の知らない夫のいくつかのこと」（2013年）
  - 「最後の毛布」（2014年）
  - 「ブラザー･ラプソディー」（2016年）
  - 「ふたりぼっち」（2017年） - ルリ 役
  - 「母ちゃんと王様」（2018年） - 叔母 紀美子  役
- NHK 青春ｱﾄﾞﾍﾞﾝﾁｬｰ
  - 「アクア・ライフ～水をめぐる10の物語～」（2005年）
  - 「金春屋ゴメス」（2006年）
  - 「神去なあなあ日常」（2010年）
  - 「タイムスリップ大阪の陣」（2011年）
  - 「小袖日記」（2011年）
  - 「やけっぱちのマリア」（2012年）
  - 「いまはむかし～竹取異聞～」（2013年）
  - 「ニコイナ食堂」（2015年）
  - 「雨にもまけず粗茶一服」（2016年）